# GeoPackage
GeoPackage (GPKG) este un format de date deschise (open source), non-proprietar, independent de platformă și bazat pe standardele pentru sisteme informaționae geografice (GIS) implementat ca un container de baze de date SQLite. Definit de Open Geospatial Consortium (OGC) cu sprijinul armatei americane și publicat în 2014. GeoPackage a beneficiat de un sprijin larg răspândit din partea diferitelor organizații guvernamentale, comerciale și open source . 

## Origine
În ciuda a zeci de diferite formate și servicii pentru schimbul de date geospațiale, nu a existat un format deschis care să poată suporta atât date raster, cât și date vectoriale, fiind în acela timp de codabil în mod eficient de către software, în special pe dispozitivele mobile.   Această nevoie a fost exprimată în mod oficial la OGC în 2012.  Standardul de candidat a fost aprobat de OGC în februarie 2014. 

## Format
GeoPackage este creat ca fișier de bază de date SQLite 3 extins (*.gpkg) care conține date și tabele de metadate cu definiții specificate, afirmații de integritate, limitări de format și constrângeri de conținut. Standardul GeoPackage descrie un set de convenții (cerințe) pentru stocarea datelor vectoriale, seturi de matrice a imagini și hărți raster la diverse scări, schemă și metadate. GeoPackage poate fi extins folosind regulile de extensie definite în clauza 2.3 din standard. Standardul GeoPackage OGC specifică un set de extensii aprobate de membrii OGC din anexa F. Extensii suplimentare (specifice furnizorului) pot fi de asemenea adăugate urmând regulile pentru extensiile GeoPackage, însă acest lucru poate avea impact asupra interoperabilității. 
GeoPackage a fost proiectat să fie cât mai mic posibil și conținutul sa fie  într-un singur fișier gata de utilizare. Acest lucru îl face potrivit pentru aplicații mobile în modul deconectat  și partajare rapidă pe stocare în cloud, unități USB etc. Extensia GeoPackage F.3 indexuri spațiale RTree specifică modul de utilizare a indexurilor spațiale SQLite pentru a accelera performanța interogărilor spațiale în comparație cu formatele de fișiere geospatiale tradiționale. 

## Limitări
- GeoPackage acceptă doar o coloană de geometrie per tabel.